# Franz Karl von Firmian
Reichsgraf Franz Karl Maria Cajetan von Firmian (* 2. Oktober 1741; † 17. August 1776 in Passau) war ein deutscher Geistlicher.

## Leben
Karl Franz Maria Cajetan zu Firmian wurde 1741 in Wien oder Salzburg geboren. Er entstammte aus dem Tiroler Adelsgeschlecht Firmian.
Am 2. April 1768 wurde er zum Priester für das Bistum Passau geweiht. Papst Clemens XIV. ernannte ihn am 20. Dezember 1773 zum Titularbischof von Ascalon und Weihbischof in Passau. Kardinal Leopold Ernst von Firmian, Bischof von Passau und sein Onkel, weihte ihn am 16. Januar 1774 zum Bischof. 